# Piotr Kochanowski
Piotr Kochanowski (Sycyna, 1566 – Cracovia, 1620) è stato uno scrittore, poeta e traduttore polacco.
Era il figlio di Mikołaj Kochanowski e il nipote di Jan Kochanowski. Tradotte in polacco l'epopea di Ludovico Ariosto (Orlando furioso) e Torquato Tasso (Gerusalemme liberata). Si tratta di uno dei più importanti scrittori polacchi del Rinascimento.